# Nyodes kilimandjaronis
Nyodes kilimandjaronis là một loài bướm đêm trong họ Noctuidae.